# 南洲翁遺訓
『南洲翁遺訓』（なんしゅうおういくん）は西郷隆盛の遺訓集である。遺訓は41条、追加の2条、その他の問答と補遺から成る。「西郷南洲翁遺訓」、「西郷南洲遺訓」、「大西郷遺訓」などとも呼ばれる。

## 成立
『南洲翁遺訓』は旧出羽庄内藩の関係者が西郷から聞いた話をまとめたものである。

### 薩摩藩邸焼き討ち事件
1867年（慶応3年）12月9日の王政復古の大号令の後に、西郷は益満休之助や伊牟田尚平を江戸に派遣し、芝三田の薩摩藩邸に浪人を集めて、江戸市中の治安を攪乱させた。庄内藩は、江戸の警備組織新徴組を預かり、江戸市中の警備を担当していた。そのため、薩摩藩邸の浪人と庄内藩士は対立し、浪人が庄内藩邸に発砲する事件が発生した。そして、同年12月25日に庄内藩を中心とする旧幕府側が薩摩藩邸を焼き討ちする事件に発展した。

### 東北戦争
1868年（慶応4年）5月15日、西郷が率いる薩摩藩兵は上野戦争で彰義隊を破ったが、会津藩は抗戦を続け、東北諸藩は奥羽越列藩同盟を結んだ。同年8月23日に東北戦争で官軍は鶴ヶ城の攻撃を開始し、9月22日に会津藩は降伏した。一方、庄内藩は官軍を撃退したが、奥羽越列藩同盟の崩壊に伴い戦闘を続けられなくなり、9月26日に降伏した。
庄内藩士は、降伏に伴い、薩摩藩邸焼き討ち事件や東北戦争における戦闘を咎められて厳しい処分が下されると予想していたが、予想外に寛大な処置が施された。この寛大な処置は、西郷の指示によるものであったことが伝わると、西郷の名声は庄内に広まった。

### 旧庄内藩士の鹿児島訪問
1870年（明治3年）8月、旧庄内藩主の酒井忠篤は犬塚盛巍と長沢惟和を鹿児島に派遣し、旧薩摩藩主の島津忠義と西郷に書簡を送った。同年11月7日、酒井忠篤は旧藩士などから成る78名を従えて、鹿児島に入った。また、出羽松山藩の15人も、忠篤一行とは別に鹿児島に入った。合計93名は4ヶ月滞在して、軍事教練を受けた。
西郷は、1873年（明治6年）の征韓論争に破れ下野し、同年11月10日に鹿児島に帰った。旧庄内藩士の酒井了恒は伊藤孝継や栗田元輔とともに鹿児島を訪れて、西郷から征韓論に関する話を聞いた。また、赤沢経言や三矢藤太郎も鹿児島を訪れて、西郷から話を聞いている。1875年（明治8年）5月には、庄内から菅実秀や石川静正等8人が鹿児島を訪れた。
1889年（明治22年）2月11日、大日本帝国憲法が公布されると、西南戦争で剥奪された官位が西郷に戻され名誉が回復された。この機会に、上野公園に西郷の銅像が立てられることになり、酒井忠篤が発起人の1人となった。菅実秀は赤沢経言や三矢藤太郎に命じて、西郷生前の言葉や教えを集めて遺訓を発行することになった。

### 三矢本
1890年（明治23年）1月18日に、山形県の三矢藤太郎を編輯兼発行人とし、東京の小林真太郎を印刷人とし、秀英社で印刷された本である。『南洲翁遺訓』と題して、約1000部が発行された。

### 片淵本
1896年（明治29年）に佐賀の片淵琢が東京で『西郷南洲先生遺訓』と題して発行した本である。

## 内容
大阪大学名誉教授の猪飼隆明は南洲翁遺訓を次のような六つのグループに分類している。
| グループ | 通し番号                   | 内容                         |
| -------- | -------------------------- | ---------------------------- |
| 1        | 一条～七条、二〇条         | 為政者の基本的姿勢と人材登用 |
| 2        | 八条～一二条               | 為政者がすすめる開化政策     |
| 3        | 一三条～一五条             | 国の財政・会計               |
| 4        | 一六条～一八条             | 外国交際                     |
| 5        | 二一条～二九条、追加の二条 | 天と人として踏むべき道       |
| 6        | 三〇条～四一条、追加の一条 | 聖賢・士大夫あるいは君子     |

※ただし、一九条はどこにも分類されていないので、第5グループに入れた。
以下、原著より原文を引用する。先頭の数字は通し番号である。原文の現代語訳および解説は参考文献を参照。

### 為政者の基本的姿勢と人材登用
一
廟堂（）に立ちて大政（）を為すは天道を行ふものなれば、些（）とも私を挟（）みては済まぬもの也。いかにも心を公平に操（）り、正道を蹈（）み、広く賢人を選挙し、能（）く其の職に任（）ふる人を挙げて政柄を執らしむるは、即ち天意也。夫（）れ故（）真に賢人と認る以上は、直に我が職を譲る程ならでは叶（）はぬものぞ。故に何程国家に勲労有るとも、其の職に任へぬ人を官職を以て賞するは善からぬことの第一也。官は其の人を選びて之れを授け、功有る者には俸禄を以て賞し、之れを愛（）し置くものぞと申さるるに付、然らば『尚書』仲虺（）之誥（）に「徳懋（）んなるは官を懋んにし、功懋んなるは賞を懋んにする」と之れ有り、徳と官と相ひ配し、功と賞と相ひ対するは此の義にて候ひしやと請問（）せしに、翁欣然（）として、其の通りぞと申されき。
二
賢人百官を総（）べ、政権一途に帰し、一格の国体定制無ければ縦令（）人材を登用し、言路を開き、衆説を容るるとも、取捨方向無く、事業雑駁（）にして成功有るべからず。昨日出でし命令の、今日忽ち引き易ふると云ふ様なるも、皆統轄する所一ならずして、施政の方針一定せざるの致す所也。
三
政の大体は、文を興し、武を振ひ、農を励ますの三つに在り。其の他百般の事務は皆此の三つの物を助（）るの具也。此の三つの物の中に於て、時に従ひ勢に因り、施行先後の順序は有れど、此の三つの物を後にして他を先にするは更に無し。
四
万民の上に位する者、己を慎み、品行を正しくし驕奢（）を戒め、節倹を勉め、職事に勤労して人民の標準となり、下民其の勤労を気の毒に思ふ様ならでは、政令は行はれ難し。然るに草創（）の始（）に立ちながら、家屋を飾り、衣服を文（）り、美妾（）を抱へ、蓄財を謀りなば、維新の功業は遂げられ間敷（）也。今となりては、戊辰の義戦も偏（）へに私を営みたる姿に成り行き、天下に対し戦死者に対して面目無きぞとて、頻（）りに涙を催（）されける。
五
或る時「幾歴辛酸志始堅。丈夫玉砕愧甎全。一家遺事人知否。不為児孫買美田。」との七絶を示されて、若し此の言に違ひなば、西郷は言行反したりとて見限られよと申されける。
六
人材を採用するに、君子小人の弁酷に過ぐる時は却て害を引き起すもの也。其の故は、開闢以来世上一般十に七八は小人なれば、能く小人の情を察し、其の長所を取り之れを小職に用ゐ、其の材芸を尽さしむる也。東湖先生申されしは「小人程才芸有りて用便なれば、用ゐざればならぬもの也。去りとて長官に居ゑ重職を授くれば、必ず邦家を覆すものゆゑ、決して上には立てられぬものぞ」と也。
七
事大小と無く、正道を踏み至誠を推し、一時の詐謀を用う可からず。人多くは事の指支（）ふる時に臨み、作略を用て一旦其の指支を通せば、跡は時宜次第工夫の出来る様に思へども、作略の煩ひ屹度（）生じ、事必ず敗るるものぞ。正道を以て之れを行へば、目前には迂遠なる様なれども、先きに行けば成功は早きもの也。
二〇
何程制度方法を論ずるとも、其の人に非ざれば行はれ難し。人有りて後ち方法の行はるるものなれば、人は第一の宝にして、己れ其の人に成るの心懸け肝要なり。

### 為政者がすすめる開化政策
八
広く各国の制度を採り開明に進まんとならば、先づ我が国の本体を居（）ゑ風教を張り、然して後徐（）かに彼の長所を斟酌するものぞ。否（）らずして猥りに彼れに倣ひなば、国体は衰頽し、風教は萎靡（）して匡救（）す可からず、終に彼の制を受くるに至らんとす。
九
忠孝仁愛教化の道は政事の大本にして、万世に亘り宇宙に弥（）り易（）ふ可からざるの要道也。道は天地自然の物なれば、西洋と雖も決して別無し。
一〇
人智を開発するとは、愛国忠孝の心を開くなり。国に尽し家に勤むるの道明かならば、百般の事業は従て進歩す可し。或（）は耳目を開発せんとて、電信を懸け、鉄道を敷き、蒸気仕掛けの器械を造立し、人の耳目を聳動（）すれども、何故電信鉄道の無くて叶はぬぞ欠くべからざるものぞと云ふ処に目を注がず、猥りに外国の盛大を羨み、利害得失を論ぜず、家屋の構造より玩弄物に至る迄、一一外国を仰ぎ、奢侈の風を長じ、財用を浪費せば、国力疲弊し、人心浮薄に流れ、結局日本身代限りの外有る間敷也。
一一
文明とは道の普（）く行はるるを賛称せる言にして、宮室の荘厳、衣服の美麗、外観の浮華を言ふには非ず。世人の唱ふる所、何が文明やら、何が野蛮やら些（）とも分らぬぞ。予嘗（）て或人（）と議論せしこと有り、「西洋は野蛮じや」と云ひしかば、「否（）な文明ぞ」と争ふ。「否な否な野蛮ぢや」と畳みかけしに、「何とて夫（）れ程に申すにや」と推せしゆゑ、「実に文明ならば、未開の国に対しなば、慈愛を本とし、懇懇説諭して開明に導く可きに、左は無くして未開蒙昧の国に対する程むごく残忍の事を致し己れを利するは野蛮ぢや」と申せしかば、其の人口を莟（）めて言無かりきとて笑はれける。
一二
西洋の刑法は専ら懲戒を主として苛酷を戒め、人を善良に導くに注意深し。故に囚獄中の罪人をも、如何にも緩るやかにして鑑誠となる可き書籍を与へ、事に因りては親族朋友の面会をも許すと聞けり。尤も聖人の刑を設けられしも、忠孝仁愛の心より鰥寡（）孤独を愍（）み、人の罪に陥いるを恤（）ひ給ひしは深けれども、実地手の届きたる今の西洋の如く有りしにや、書籍の上には見え渡らず、実に文明ぢやと感ずる也。

### 国の財政・会計
一三
租税を薄くして民を裕（）にするは、即ち国力を養成する也。故に国家多端にして財用の足らざるを苦むとも、租税の定制を確守し、上を損じて下を虐（）たげぬもの也。能く古今の事跡を見よ。道の明かならざる世にして、財用の不足を苦む時は、必ず曲知小慧（）の俗吏を用ゐ巧みに聚斂（）して一時の欠乏に給するを、理材に長ぜる良臣となし、手段を以て苛酷に民を虐たげるゆゑ、人民は苦悩に堪へ兼ね、聚斂を逃んと、自然譎詐狡猾（）に趣き、上下互に欺き、官民敵讐（）と成り、終に分崩離拆（）に至るにあらずや。
一四
会計出納は制度の由（）て立つ所ろ、百般の事業皆是れより生じ、経綸（）中の枢要（）なれば、慎まずはならぬ也。其の大体を申さば、入るを量りて出るを制するの外更に他の術数無し。一歳の入るを以て百般の制限を定め、会計を総理する者身を以て制を守り、定制を超過せしむ可からず。否（）らずして時勢に制せられ、制限を慢（）にし、出るを見て入るを計りなば、民の膏血（）を絞るの外有る間敷（）也。然らば仮令（）事業は一旦進歩する如く見ゆるとも、国力疲弊して済救す可からず。
一五
常備の兵数も、亦会計の制限に由る、決して無限の虚勢を張る可からず。兵気を鼓舞して精兵を仕立てなば、兵数は寡（）くとも、折衝禦侮（）共に事欠く間敷也。

### 外国交際
一六
節義廉恥（）を失ひて、国を維持するの道決して有らず、西洋各国同然なり。上に立つ者下に臨（）みて利を争ひ義を忘るる時は、下皆之れに倣（）ひ、人心忽（）ち財利に趨（）り、卑吝（）の情日日長じ、節義廉恥の志操（）を失ひ、父子兄弟の間も銭財を争ひ、相ひ讐視（）するに至る也。此（）の如く成り行かば、何を以て国家を維持す可きぞ。徳川氏は将士の猛き心を殺（）ぎて世を治めしかども、今は昔時戦国の猛士（）より猶一層猛（）き心を振ひ起さずば、万国対峙（）は成る間敷也。普仏の戦、仏国三十万の兵三ヶ月の糧食（）有て降伏せしは、余り算盤（）に精（）しき故なりとて笑はれき。
一七
正道を踏み国を以て斃（）るるの精神無くば、外国交際は全（）かる可からず。彼の強大に畏縮し、円滑を主として、曲げて彼の意に順従する時は、軽侮を招き、好親却（）て破れ、終に彼の制を受るに至らん。
一八
談国事に及びし時、慨然（）として申されけるは、国の陵辱（）せらるるに当りては縦令（）国を以て斃（）るるとも、正道を践（）み、義を尽すは政府の本務也。然るに平日金穀（）理財の事を議するを聞けば、如何なる英雄豪傑かと見ゆれども、血の出る事に臨めば、頭を一処に集め、唯目前の苟安（）を謀（）るのみ、戦の一字を恐れ、政府の本務を墜（）しなば、商法支配所と申すものにて更に政府には非ざる也。

### 天と人として踏むべき道
一九
古より君臣共に己れを足れりとする世に、治功（）の上りたるはあらず。自分を足れりとせざるより、下下の言も聴き入るるもの也。己れを足れりとすれば、人己れの非を言へば忽（）ち怒るゆゑ、賢人君子は之を助けぬなり。
二一
道は天地自然の道なるゆゑ、講学の道は敬天愛人を目的とし、身を修するに克己（）を以て終始せよ。己れに克（）つの極功（）は「毋意毋必毋固毋我（）」と云へり。総じて人は己れに克つを以て成り、自ら愛するを以て敗るるぞ。能（）く古今の人物を見よ。事業を創起する人其の事大抵十に七八迄は能く成し得れども、残り二つを終り迄成し得る人の希（）れなるは、始は能く己れを慎み事をも敬する故、功も立ち名も顕（）はるるなり。功立ち名顕はるるに随ひ、いつしか自ら愛する心起り、恐懼（）戒慎の意弛（）み、驕矜（）の気漸（）く長じ、其の成し得たる事業を負（）み、苟（）も我が事を仕遂（）んとてまづき仕事に陥いり、終（）に敗るるものにて、皆な自ら招く也。故に己れに克ちて、睹（）ず聞かざる所に戒慎するもの也。
二二
己に克つに、事事物物時に臨みて克つ様にては克ち得られぬなり。兼（）て気象（）を以て克ち居れよと也。
二三
学に志す者、規模を宏大にせずばある可からず。去りとて唯ここにのみ偏倚（）すれば、或は身を修するに疎（）に成り行くゆゑ、終始己れに克ちて身を修する也。規模を宏大にして己れに克ち、男子は人を容れ、人に容れられては済まぬものと思へよと、古語を書て授けらる。
恢宏其志気者。人之患。莫大乎自私自吝。安於卑俗。而不以古人自期。
古人を期するの意を請問（）せしに、尭舜を以て手本とし、孔夫子を教師とせよとぞ。
二四
道は天地自然の物にして、人は之れを行ふものなれば、天を敬するを目的とす。天は人も我も同一に愛し給ふゆゑ、我を愛する心を以て人を愛する也。
二五
人を相手にせず、天を相手にせよ。天を相手にして、己れを尽て人を咎めず、我が誠の足らざるを尋ぬ可し。
二六
己れを愛するは善からぬことの第一也。修業の出来ぬも、事の成らぬも、過を改むることの出来ぬも、功に伐（）り驕謾（）の生ずるも、皆自ら愛するが為なれば、決して己れを愛せぬもの也。
二七
過ちを改むるに、自ら過つたとさへ思ひ付かば、夫れにて善し、其の事をば棄て顧みず、直に一歩踏み出す可し。過を悔しく思ひ、取り繕はんとて心配するは、譬へば茶碗を割り、其の欠けを集め合せ見るも同にて、詮もなきこと也。
二八
道を行ふには尊卑貴賤の差別無し。摘んで言へば、尭舜は天下に王として万機の政事を執り給へども、其の職とする所は教師也。孔夫子は魯国を始め、何方へも用ゐられず、屡々困厄に逢ひ、匹夫にて世を終へ給ひしかども、三千の徒皆な道を行ひし也。
二九
道を行ふ者は、固より困厄（）に逢ふものなれば、如何なる艱難の地に立つとも、事の成否身の死生抔（）に、少しも関係せぬもの也。事には上手下手有り、物には出来る人出来ざる人有るより、自然心を動す人も有れども、人は道を行ふものゆゑ、道を踏むには上手下手も無く、出来ざる人も無し。故に只管（）ら道を行ひ道を楽み、若し艱難に逢ふて之れを凌がんとならば、弥弥（）道を行ひ道を楽む可し。予壮年より艱難と云ふ艱難に罹りしゆゑ、今はどんな事に出会ふとも、動揺は致すまじ、夫れだけは仕合せ也。
追加二
漢学を成せる者は、弥漢籍に就て道を学ぶべし。道は天地自然の物、東西の別なし、苟も当時万国対峙の形勢を知らんと欲せば、春秋左氏伝を熟読し、助くるに孫子を以てすべし。当時の形勢と略ぼ大差なかるべし。

### 聖賢・士大夫あるいは君子
三〇
命ちもいらず、名もいらず、官位も金もいらぬ人は、仕抹に困るもの也。此の仕抹に困る人ならでは、艱難を共にして国家の大業は成し得られぬなり。去れども、个様（）の人は、凡俗の眼には見得られぬぞと申さるるに付き、孟子に、「天下の広居に居り、天下の正位に立ち、天下の大道を行ふ、志を得れば民と之れに由り、志を得ざれば独り其の道を行ふ、富貴も淫すること能はず、貧賤も移すこと能はず、威武も屈すること能はず」と云ひしは、今仰せられし如きの人物にやと問ひしかば、いかにも其の通り、道に立ちたる人ならでは彼の気象は出ぬ也。
三一
道を行ふ者は、天下挙て毀（）るも足らざるとせず、天下挙て誉るも足れりとせざるは、自ら信ずるの厚きが故也。其の工夫は、韓文公が伯夷の頌を熟読して会得せよ。
三二道に志す者は、偉業を貴ばぬもの也。司馬温公は閨中（）にて語りし言も、人に対して言ふべからざる事無しと申されたり。独を慎むの学推（）て知る可し。人の意表に出て一時の快適を好むは、未熟の事なり、戒む可し。
三三
平日道を蹈まざる人は、事に臨みて狼狽し、処分の出来ぬもの也。譬へば近隣に出火有らんに、平生処分有る者は動揺せずして、取仕抺も能く出来るなり。平日処分無き者は、唯狼狽して、なかなか取仕抺どころには之れ無きぞ。夫れも同じにて、平生道を蹈み居る者に非れば、事に臨みて策は出来ぬもの也。予先年出陣の日、兵士に向ひ、我が備への整不整を、唯味方の目を以て見ず、敵の心に成りて一つ衝て見よ、夫れは第一の備ぞと申せしとぞ。
三四
作略は平日致さぬものぞ。作略を以てやりたる事は、其の跡を見れば善からざること判然にして、必ず悔い有る也。唯戦に臨みて作略無くばあるべからず。併し平日作略を用れば、戦に臨みて作略は出来ぬものぞ。孔明は平日作略を致さぬゆゑ、あの通り奇計を行はれたるぞ。予嘗て東京を引きし時、弟へ向ひ、是迄少しも作略をやりたる事有らぬゆゑ、跡は聊か濁るまじ、夫れ丈（）けは見れと申せしとぞ。
三五
人を籠絡して陰に事を謀る者は、好し其の事を成し得るとも、慧眼より之れを見れば、醜状著るしきぞ。人に推すに公平至誠を以てせよ。公平ならざれば英雄の心は決して攬られぬもの也。
三六
聖賢に成らんと欲する志無く、古人の事跡を見、迚（）も企て及ばぬと云ふ様なる心ならば、戦に臨みて逃るより猶ほ卑怯なり。朱子も白刃を見て逃る者はどうもならぬと云はれたり。誠意を以て聖賢の書を読み、其の処分せられたる心を身に体し心に験する修業致さず、唯个様（）の言个様の事と云ふのみを知りたるとも、何の詮無きもの也。予今日人の論を聞くに、何程尤もに論ずるとも、処分に心行き渡らず、唯口舌の上のみならば、少しも感ずる心之れ無し。真に其の処分有る人を見れば、実に感じ入る也。聖賢の書を空く読むのみならば、譬へば人の剣術を傍観するも同じにて、少しも自分に得心出来ず。自分に得心出来ずば、万一立ち合へと申されし時逃るより外有る間敷也。
三七
天下後世迄も信仰悦服せらるるものは、只是れ一箇の真誠也。古へより父の仇を討ちし人、其の麗（）ず挙て数へ難き中に、独り曽我の兄弟のみ、今に至りて児童婦女子迄も知らざる者の有らざるは、衆に秀でて、誠の篤き故也。誠ならずして世に誉らるるは、僥倖の誉也。誠篤ければ、縦令当時知る人無くとも、後世必ず知己有るもの也。
三八
世人の唱ふる機会とは、多くは僥倖の仕当てたるを言ふ。真の機会は、理を尽して行ひ、勢を審かにして動くと云ふに在り。平日国天下を憂ふる誠心厚からずして、只時のはづみに乗じて成し得たる事業は、決して永続せぬものぞ。
三九
今の人、才識有れば事業は心次第に成さるるものと思へども、才に任せて為す事は、危くして見て居られぬものぞ。体有りてこそ用は行はるるなり。肥後の長岡先生の如き君子は、今は似たる人をも見ることならぬ様になりたりとて嘆息なされ、古語を書て授けらる。
夫天下非誠不動。非才不治。誠之至者。其動也速。才之周者。其治也広。才与誠合。然後事可成。
四〇
翁に従て犬を駆り兎を追ひ、山谷を跋渉して終日猟り暮し、一田家に投宿し、浴終りて心神いと爽快に見えさせ給ひ、悠然として申されけるは、君子の心は常に斯の如くにこそ有らんと思ふなりと。
四一
身を修し己れを正して、君子の体を具ふるとも、処分の出来ぬ人ならば、木偶人も同然なり。譬へば数十人の客不意に入り来んに、仮令何程饗応したく思ふとも、兼て器具調度の備無ければ、唯心配するのみにて、取賄ふ可き様有間敷ぞ。常に備あれば、幾人なりとも、数に応じて賄はるる也。夫れ故平日の用意は肝腎ぞとて、古語を書て賜りき。
文非鉛槧也。必有処事之才。武非剣楯也。必有料敵之智。才智之所在一焉而巳。
追加一
事に当り思慮の乏しきを憂ふること勿れ。凡そ思慮は平生黙坐靜思の際に於てすべし。有事の時に至り、十に八九は履行せらるるものなり。事に当り卒爾に思慮することは、譬へば臥床夢寐（）の中、奇策妙案を得るが如きも、明朝起床の時に至れば、無用の妄想に類すること多し。

## 書誌情報

### 初版本
山形県致道博物館が三谷本の初版本を所蔵している。三谷本の初版本には、巻頭に副島種臣が記した序文と、赤沢経言が起草し菅実秀が検討して作成した序文と跋文が掲載されている。
- 西郷隆盛 述 著、三矢藤太郎 編輯兼発行人 編『南洲翁遺訓』副島種臣 序文、秀英社、1890年1月18日。

### 近代デジタルライブラリー所蔵書籍
- 西郷隆盛 著、楢崎隆存 編『南洲遺稿』北尾禹三郎、大阪、1877年12月。NDLJP:894346。 - 西郷の漢詩を収録。
- 西郷隆盛 著、土居十郎 編『南洲翁遺訓』阪本武雄、広島、1891年4月。NDLJP:781425。
- 『南洲翁遺訓』安江国太郎、島根県大森村、1893年10月。NDLJP:781424。
- 片淵琢 編『西郷南洲遺訓』木内天民 書、研学会、東京、1896年2月。NDLJP:781415。
- 西郷隆盛 (南洲) 手抄、臼田石楠 述『言志録講話 附録 西郷南洲翁遺訓』東亜堂、東京、1910年8月。NDLJP:756229/123。
- 中根卓弥 編『ポケット南洲翁遺訓』中根卓弥、東京、1910年11月。NDLJP:757972。
- 西郷隆盛 著、珍書頒布会 編『与人役間切横目役大体　南洲翁遺訓』珍書頒布会、鹿児島、1916年9月。NDLJP:1183086。
- 浜田正夫 編『西郷南洲先生遺訓』浜田正夫、大阪、1926年9月22日。NDLJP:925300。
- 『西郷南洲翁遺訓及遺文』西郷南洲先生五十年記念会、長崎、1926年9月24日。NDLJP:921183。